# Marc Guiu
Marc Guiu, né le 4 janvier 2006 à Granollers, est un footballeur espagnol qui évolue au poste d'avant-centre au Sunderland AFC, en prêt du Chelsea FC.

## Biographie
Né à Granollers, dans la province de Barcelone, Guiu a commencé sa carrière avec la Penya Barcelonista Sant Celoni,,,,.

### Carrière en club
Guiu rejoint le FC Barcelone lors de la saison 2013-2014, intégrant son centre de formation, La Masia, jusqu'à s'imposer avec les moins de 19 ans (es) dès 2022-2023,,.
Il intègre l'équipe senior pour la première fois en juin 2023, lors des matches de pré-saison. Il fait ses débuts non officiels pour Barcelone contre Vissel Kobe, le club d'Iniesta, remplaçant Robert Lewandowski à la mi-temps d'un match remporté 2-0,,,.
Au début de la saison 2023-24, le jeune buteur fait ses débuts avec l'équipe reserve barcelonnaise, tout en continuant à s'illustrer face aux filets avec les moins de 19 ans, notamment en UEFA Youth League,. Il est ensuite convoqué pour la première fois par Xavi pour un match de championnat contre Grenade début octobre,.
Guiu fait ses débuts en compétition officielle avec l'équipe première le 22 octobre 2023, remplaçant Fermín López à la 79e minute d'un match de Liga contre l'Athletic Bilbao, marquant le but de la victoire 1-0 sur son premier ballon, quelques dizaines de secondes seulement après son entrée en jeu,,,,. À 17 ans et 291 jours, il devient alors le plus jeune joueur de l'histoire du Barça à marquer pour ses débuts,,,.
Marc Guiu fait ses débuts en Ligue des champions le 25 octobre 2023, entrant en jeu lors du match de poule du FC Barcelone contre le Chakhtar Donetsk.

## Statistiques générales
| Saison                | Club                  | Championnat           | Championnat | Championnat | Championnat | Coupe nationale | Coupe nationale | Coupe nationale | Coupe de la Ligue | Coupe de la Ligue | Coupe de la Ligue | Supercoupe | Supercoupe | Supercoupe | Compétition(s) continentale(s) | Compétition(s) continentale(s) | Compétition(s) continentale(s) | Compétition(s) continentale(s) | Coupe du monde des clubs | Coupe du monde des clubs | Coupe du monde des clubs | Espagne | Espagne | Espagne | Total | Total | Total |
| Saison                | Club                  | Division              | M.          | B.          | P.d.        | M.              | B.              | P.d.            | M.                | B.                | P.d.              | M.         | B.         | P.d.       | Comp.                          | M.                             | B.                             | P.d.                           | M.                       | B.                       | P.d.                     | M.      | B.      | P.d.    | M.    | B.    | P.d.  |
| 2023-2024             | FC Barcelone          | Liga                  | 3           | 1           | 0           | 2               | 0               | 0               | -                 | -                 | -                 | -          | -          | -          | C1                             | 2                              | 1                              | 0                              | -                        | -                        | -                        | -       | -       | -       | 7     | 2     | 0     |
| 2024-2025             | Chelsea FC            | Premier League        | 3           | 0           | 0           | 1               | 0               | 0               | 1                 | 0                 | 0                 | -          | -          | -          | C4                             | 9                              | 6                              | 0                              | 2                        | 0                        | 0                        | -       | -       | -       | 16    | 6     | 0     |
| Total sur la carrière | Total sur la carrière | Total sur la carrière | 6           | 1           | 0           | 3               | 0               | 0               | 1                 | 0                 | 0                 | 0          | 0          | 0          | -                              | 11                             | 7                              | 0                              | 2                        | 0                        | 0                        | 0       | 0       | 0       | 23    | 8     | 0     |

## Palmarès
| Chelsea (1)                                                                      |
| -------------------------------------------------------------------------------- |
| - Ligue Conférence - Vainqueur : 2025 - Coupe du Monde des Clubs Vainqueur: 2025 |